# Kelly Druyts
Kelly Druyts (ur. 21 listopada 1989 w Antwerpii) – belgijska kolarka torowa i szosowa, złota i brązowa medalistka mistrzostw świata.

## Kariera
Pierwszy sukces osiągnęła w 2007 roku, kiedy została mistrzynią kraju w keirinie, indywidualnym wyścigu pościgowym, sprincie drużynowym i wyścigu punktowym. Na rozgrywanych dwa lata później mistrzostwach kraju była najlepsza w omnium. W 2010 roku wywalczyła srebrny medal w scratchu na mistrzostwach Europy w kategorii U-23, a na arenie krajowej zdobyła srebrny medal w kolarstwie szosowym. W 2012 roku wzięła udział w mistrzostwach świata w Melbourne, gdzie w scratchu lepsze były tylko Polka Katarzyna Pawłowska oraz Australijka Melissa Hoskins.